# Понти сул Минчо
По̀нти сул Мѝнчо (на италиански: Ponti sul Mincio, на местен диалект: Ponti, Понти) е село и община в Северна Италия, провинция Мантуа, регион Ломбардия. Разположено е на 113 m надморска височина. Населението на общината е 2353 души (към 2014 г.).